# Grand Bay (Alabama)
Grand Bay è un census-designated place (CDP) degli Stati Uniti d'America situato nella contea di Mobile dello stato dell'Alabama.